# InterCaribbean Airways
InterCaribbean Airways, ursprünglich Interisland Airways Charter Services und danach bis September 2013 Air Turks and Caicos, ist eine Fluggesellschaft auf den Turks- und Caicosinseln mit Sitz in Providenciales und Basis auf dem Flughafen Providenciales.

## Flugziele
InterCaribbean Airways bedient von Providenciales aus nationale und internationale Linienflüge in der Karibik. International werden unter anderem Kingston, Nassau und Port-au-Prince angeflogen. Auf den Turks- und Caicosinseln werden die Inseln Grand Turk Island, South Caicos und Salt Cay bedient.

## Flotte
Stand November 2023 besteht die Flotte der InterCaribbean Airways aus 18 Flugzeugen:
| Flugzeugtyp        | Anzahl | Bestellungen | Bemerkungen        | Sitzplätze |
| ------------------ | ------ | ------------ | ------------------ | ---------- |
| ATR 42             | 05     | 4            | vier inaktiv       | 48         |
| ATR 72             | 01     |              |                    | 68         |
| Bombardier CRJ-700 | 01     |              | geleast von CemAir | 70         |
| Embraer EMB 120    | 07     |              | eine inaktiv       | 30         |
| Embraer ERJ 145    | 04     |              |                    | 50         |
| Gesamt             | 18     | 4            |                    |            |

## Ehemalige Flugzeugtypen
- 1 Britten Norman Islander
- 1 Cessna 401
- 1 de Havilland Canada DHC-6 „Twin Otter“

## Zwischenfälle
- Am Abend des 6. Februar 2007 stürzte eine Beechcraft 200C Super King Air der Fluggesellschaft unmittelbar nach dem Start vom North Caicos Airport etwa zwei Kilometer östlich des Flughafens in das flache Wasser der Lagune. Bei dem Unfall wurde der Pilot tödlich verletzt; vier der fünf Passagiere erlitten schwere, ein Passagier leichte Verletzungen. Ursache des Absturzes war wahrscheinlich ein Flugfehler des Piloten aufgrund einer durch Dunkelheit und möglicherweise auch Alkoholgenuss bedingten Beeinträchtigung seines räumlichen Orientierungsvermögens (siehe auch Flugunfall der Air Turks and Caicos 2007).[4]